# Гравировка камня
Гравировка камня («гравировка» нем. gravieren, фр. graver — вырезать на чём-либо) — вид обработки камня, при которой на камне посредством гравировки формируется изображение (орнамент, текст, узор, портрет).

## Виды гравировки камня
Существуют разные виды гравировки камня: ручная гравировка камня, лазерная гравировка камня, фрезерная гравировка камня, гравировка камня ударным станком с ЧПУ, пескоструйная гравировка камня и др. Наиболее распространённым методом гравировки камня в мире является лазерная гравировка камня.

## История
Такой вид обработки камня как гравировка известен ещё с древних времён. В древности мастера доступным на тот момент инструментом (твёрдые породы камня, инструменты из металла) обрабатывали камень, получая орнаменты и тексты. Изображения на камне, полученные гравировкой являются одними из самых долговечных, такие изображения найдены на скалах, в пещерах, курганных плитах. До сих пор сохранилось множество памятников архитектуры, выполненных из камня.
Французский археолог Леруа-Гуран проводил исследования наскальных гравюр, он разделил произведения, выполненные в эпоху палеолита на четыре стиля и датировал стиль I ориньякским временем (относя его начало ко времени 30 тыс. лет до н. э.). Данный стиль представлен немногочисленными грубыми изображениями головы или передней части туловища зверей, выгравированными на стенах пещер. Стиль II возник в граветтское время и существовал между 25 и 20 тыс. лет до н. э. В это время появились все жанры палеолитического искусства: скульптуры, гравировки и первых образцов настенной живописи. Стиль III относится к солютрейскому и раннему мадленскому времени (20-15 тыс. лет до н. э.). Большинство произведений данного стиля представлено барельефами, а также живописью, прекрасным образцом которой являются росписи Ласко и Альтамиры. Стиль IV существовал в течение 4 тыс. лет, до конца мадленского времени, и к нему относится 68 % общего количества произведений палеолитического искусства. Он отличается чрезвычайной реалистичностью изображений, развитым чувством пропорций, движения.
Другим одним из самых известных памятников архитектуры является столб Хаммурапи (VIII век до н. э.). Здесь гравировка камня выполнена на диоритовой стеле. На стелу нанесены тексты.

## Применение
Гравировка на камне в настоящее время широко применяется в ритуальной сфере, а именно в изготовлении надгробных памятников. Чаще всего гравировку камня проводят на таких видах камня как габбро, гранит, мрамор, базальт, долерит и др.